# Омрани, Биллель
Абде́ль Слем Билле́ль Омрани́ (фр. Abdel Slem Billel Omrani; род. 2 июля 1993, Форбак) — французский футболист алжирского происхождения, нападающий клуба «Политехника».

## Карьера
Бийель является младшим братом Абдельхакима Омрани, выступающего за «Ланс». До того, как попасть в «Марсель», Омрани-младший выступал за малоизвестные любительские коллективы. В «Олимпике» он сразу стал наигрываться на позиции нападающего. Уверенные выступления за дубль и молодёжную сборную не остались незамеченными и 19 марта 2011 года Омрани подписал свой первый профессиональный контракт с клубом. В команде Бийель выбирал для себя 25 номер и приступил к тренировкам с основным составом команды. 2 октября 2011 года он дебютировал в Лиге 1, выйдя на замену в матче против «Бреста», 1-1. 23 августа 2012 года Омрани дебютировал в Лиге Европы, выйдя на замену в матче против молдавского «Шерифа».
Летом 2013 года Бийель на правах аренды перешёл в «Арль-Авиньон». 10 августа в матче против «Труа» он дебютировал в Лиге 2. По окончании аренды Омрани вернулся в Марсель, но пробиться в основу так и не смог.
Летом 2016 года Омрани перешёл в румынский ЧФР. 17 сентября в матче против «Волунтари» он дебютировал в чемпионате Румынии. В этом же поединке Бийель забил свой первый гол за ЧФР.

## Международная карьера
Омрани выступал за национальные сборные Франции до 17 и до 18 лет. Он также представлял свою страну на Чемпионате мира по футболу среди юношей до 17 лет в 2010 году.
Бийель имеет алжирские корни и поэтому может также выступать за национальную команду этой страны. По ошибке он даже получил приглашение в сборную Алжира по футболу для участия в Кубке Африки по футболу для юношей не старше 23 лет.

## Достижения
Командные
 «Олимпик» (Марсель)
- Обладатель Кубка французской лиги: 2012
- Обладатель Суперкубка Франции: 2011

 «ЧФР Клуж»
- Чемпион Румынии (5): 2017/18, 2018/19, 2019/20, 2020/21, 2021/22
- Обладатель Суперкубка Румынии (2): 2018, 2020
- Финалист Суперкубка Румынии: 2021